# Вениамин (Троицкий)
Епископ Вениамин (в миру Александр Васильевич Троицкий; 30 августа (или 8 декабря) 1901, Торжок — 16 апреля 1938, Куйбышев) — епископ Бирский, управляющий Уфимско-Уральской епархией (в юрисдикции архиепископа Андрея (Ухтомского)).

## Детство и юность
Родился в семье священника Василия Иосифовича Троицкого, служившего в Христорождественской кладбищенской церкви Торжка. В семье было трое сыновей и дочь. Старший сын Михаил со временем стал протоиереем, вторым сыном был Пётр, ставший иеромонахом Павлом, а третьим — Александр.
После смерти отца обучался на казённый счёт в Новоторжском духовном училище, по окончании которого в 1915 году поступил в Тверскую духовную семинарию.
В 1917 году, являясь студентом семинарии, поступил послушником в Нилову Столобенскую Богоявленскую пустынь.
В 1918 году был пострижен в монашество в Ниловой пустыни.
Семинарию не окончил не окончил из-за революционных событий. В анкетах следственного дела указывал, что обучался «экстерном в духовной академии».
В начале 1920-х годов являлся насельником новоторжского Борисоглебского монастыря, иподиаконом Новоторжского епископа Феофила (Богоявленского), который позже рукоположил его во иеромонаха. Назначен казначеем монастыря.
15 сентября 1922 года вызван для допроса в ГПУ по делу о распространении антиобновленческого воззвания епископа Старицкого Петра (Зверева), в ночь на 24 ноября арестован в Торжке, находился под следствием в Бутырской тюрьме. Постановлением комиссии НКВД РСФСР по административной высылке от 23 февраля 1923 года сослан в Туркестан на 2 года за «антисоветскую деятельность».
В ссылке находился в Ташкенте. Был организатором общины в снятом им доме на Никольском шоссе (ныне — Буюк ипак йули), имел большое влияние на православную молодёжь, много с ней беседовал, вразумлял, поучал. В ссылке познакомился с архиепископом Андреем (Ухтомским), стал его духовным сыном и сторонником.

## Служение в Уфе
В конце января-начале февраля 1928 года (после 21 января) по благословению епископа Андрея (Ухтомского) был хиротонисан во епископа Стерлитамакского епископами, тесно связанными с епископом Андреем (Ухтомским): схиепископом Петром (Ладыгиным) и епископом Иовом (Афанасьевым).
После возвращения из ссылки служил в Уфе, после ареста владыки Аввакума (Боровкова) управлял Уфимской епархией с титулом «епископ Бирский». В его ведении находилась часть паствы, продолжавшая ориентироваться на владыку Андрея и не подчинявшаяся Заместителю Патриаршего местоблюстителя митрополиту Сергию (Страгородскому).

## Лагерь, ссылка, гибель
В марте 1930 года арестован по делу Уфимского филиала «Истинно-Православной Церкви». 3 декабря 1930 года был приговорён к 10 годам заключения с конфискацией имущества. С 1930 года был в заключении в Вишерском ИТЛ (посёлок Красновишерск Уральской области). В 1931 года находился на общих (тяжёлых физических) работах, в лагере заболел гнойным плевритом, перенёс операцию и был комиссован (по просьбе Екатерины Павловны Пешковой, руководившей Политическим Красным Крестом).
В 1932—1937 годах находился в ссылке в городе Мелекессе Средне-Волжского края (ныне — Димитровград Ульяновский области), где общался c епископом Владимиром (Пищулин).
В 1937 году был арестован в Мелекессе. Виновным себя не признал, 21 декабря 1937 году был приговорён к расстрелу тройкой при УНКВД по Куйбышевской области. 16 апреля 1938 года расстрелян.

## Дополнительная информация
В ряде публикаций содержится неточная информация о владыке Вениамине (Троицком). Так, утверждается, что он родился в 1896, успел до революции окончить семинарию. Кроме того, ему иногда приписываются некоторые биографические данные другого архиерея Уфимской епархии — епископа Байкинского Вениамина (Фролова).